# بخش واشینگتن (شهرستان بلمونت، اوهایو)
بخش واشینگتن (به انگلیسی: Washington Township) یک منطقهٔ مسکونی در ایالات متحده آمریکا است که در شهرستان بلمون، اوهایو واقع شده‌است.
 بخش واشینگتن ۹۲٫۹ کیلومتر مربع مساحت و ۵۱۷ نفر جمعیت دارد و ۳۵۵ متر بالاتر از سطح دریا واقع شده‌است.